# Gert Jonnys
Gert Jonnys var ett svenskt dansband främst verksamt under 1970-talet som via internet nått kultstatus. 
Gert Jonnys hette sedan 1988 Freddy's, och de medverkande – Freddy Pedersen (bas), Ronny Löfgren (gitarr) och Tommy Pedersen (trummor) – spelade kvar i den nya orkestern tills den upplöstes. Gert Jonny Hansson är nu avliden. Han  lämnade orkestern redan 1982, då Freddy Pedersen tog över ansvaret. Den 13 maj 2014 kom även beskedet att kapellmästaren Freddy Pedersen hastigt avlidit och därmed lades bandet ner.
Gert Jonnys gjorde succé på internet när bilder på dem i deras färgglada scenkostymer började cirkulera runt på diverse webbplatser. 
Kläderna var sydda av Gun-Britt Pedersen från Simrishamn.